# Evangelische Volkspartij (Zwitserland)
De Evangelische Volkspartij van Zwitserland (Duits: Evangelische Volkspartei der Schweiz, Frans: Parti Évangélique Suisse, Italiaans: Partito Evangelico Svizzero, Reto-Romaans: Partida Evangelica da la Svizra) is een Zwitserse christelijke partij.
De EVP werd in 1919 opgericht onder de naam Christelijke Protestantse Partij. In 1919 werd de huidige partijnaam aangenomen. Meestal is de partij in de Nationale Raad vertegenwoordigd met 1 tot 3 zetels. Bij de laatste verkiezingen van 19 oktober 2003 behaalde EVP 3 zetels (0,4%), gelijk aan de uitslag van 1999. In de Nationale Raad vormt de EVP een gezamenlijke fractie met de conservatieve christelijke Eidgenössisch-Demokratische Union (EDU).
De EVP bezet 2,4% van de zetels in alle kantonnale parlementen, maar bezet geen zetels in enige kantonnale regering.
De aanhang van de EVP wordt gevormd door gereformeerde christenen en opereert vooral in Duitstalige kantons. In het kanton Vaud werd in mei 2004 de eerste volledig Franstalige EVP (PEV) opgericht. In juni 2006 volgde de tweede volledig Franstalige EVP (PEV), namelijk in het kanton Neuchâtel.
Na twee verkiezingen op rij stabiel te zijn gebleven, moest de EVP bij de parlementsverkiezingen van 21 oktober 2007 een zetel inleveren, ondanks dat de partij procentueel wel vooruit ging. Bij de parlementsverkiezingen van 2011 en 2015 behield de partij haar twee zetels in de Nationale Raad.

## Ideologie
Op sociaal en ecologisch gebied neemt de EVP duidelijk centrumlinkse standpunten in, op ethisch gebied (homohuwelijk, abortus) duidelijk centrumrechtse standpunten en volgt de partij de lijn van de EDU. Over het algemeen kan men de partij echter centrumlinks noemen.
De partij is bezorgd om het milieu en vindt het de verantwoordelijkheid van de mens om de schepping te behouden.
De politieke opvattingen van de EVP sluiten het meeste aan bij die van de Christendemocratische Volkspartij (CVP) waarmee de EVP een fractie vormt in de Bondsvergadering.

## Standpunten in vergelijking met de CVP
| Standpunt                                                     | CVP | EVP |
| Pensioengerechtigde leeftijd naar 67 jaar                     |     |     |
| Zwangerschapsverlof naar 24 weken                             |     |     |
| Meer sociale voorzieningen voor families met een laag inkomen |     |     |
| Meer geld naar integratie van migranten                       |     |     |
| Strengere inburgeringseisen                                   |     |     |
| Verruiming adoptiewetgeving ten gunste van homoseksuele paren |     |     |
| Strenge abortuswetgeving                                      |     |     |
| Federale belastingverhoging                                   |     |     |
| Handhaving moratorium genetische manipulatie                  |     |     |
| Geleidelijke afbouw kernenergie                               |     |     |
| Een kleiner leger                                             |     |     |
| Toetredingsonderhandelingen met de EU                         |     |     |
| Actievere buitenlandpolitiek                                  |     |     |
| Vrij verkeer van personen tussen Zwitserland en de EU         |     |     |
| Invoering federaal minimumloon                                |     |     |
| Bron: smartvote.ch CVP & EVP                                  |     |     |

## Jeugdbeweging
Sinds 2004 bestaat er een jeugdbeweging onder de naam Junge EVP (Jonge EVP). De Junge EVP is nauw verbonden met de moederpartij. Mevr. Lilian Studer is voorzitster van de Junge EVP.

## Voorzitter
De voorzitter van de EVP is Heiner Studer. Naast voorzitter van de EVP is hij ook sinds 1999 lid van de EVP in de Nationale Raad. Hij is ook actief in de natuurbescherming. Walter Donzé is vicevoorzitter van de partij en Joel Blunier is secretaris-generaal van de partij.

## VerkiezingsuitslagenNationale Raad1987-heden
| Zetelverdeling CVP 1987-2019 Nationale Raad |        |      |         |
| Jaar                                        | Zetels | %    | +/-     |
| 1987                                        | 3      | 1,93 | Stabiel |
| 1991                                        | 3      | 1,89 | Stabiel |
| 1995                                        | 2      | 1,79 | 1       |
| 1999                                        | 3      | 1,83 | 1       |
| 2003                                        | 3      | 2,28 | Stabiel |
| 2007                                        | 2      | 3,40 | 1       |
| 2011                                        | 2      | 2,00 | Stabiel |
| 2015                                        | 2      | 1,90 | Stabiel |
| 2019                                        | 3      | 2,10 | 1       |